# BMW M5

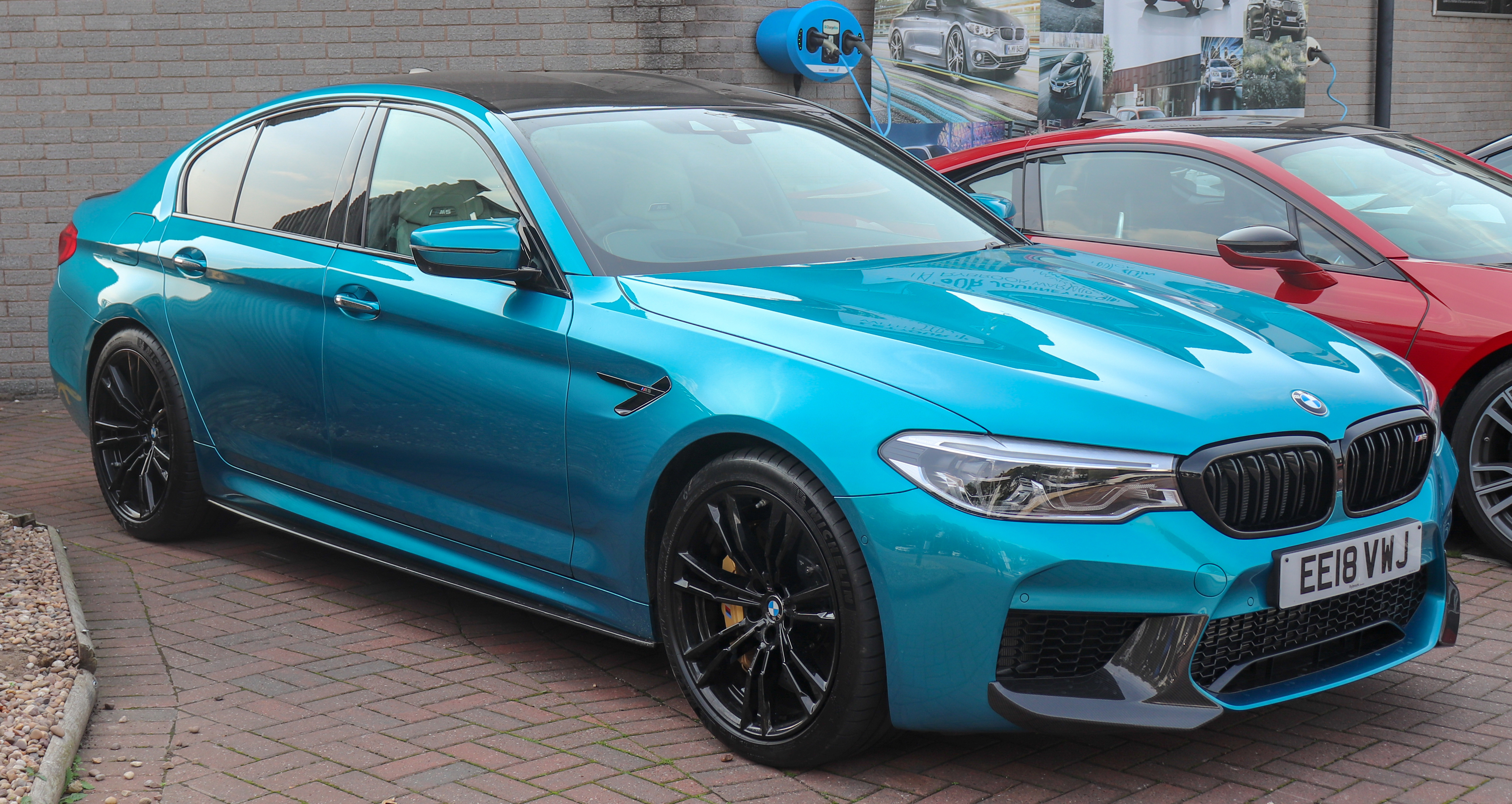
BMW M5 F90

BMW M5 är en specialversion av BMW:s 5-seriebil, från BMW M.
M5 är en högprestandamodell baserad på BMW:s 5-serie och kom i sin första generation 1984. Den första M5-serien tillverkades i 2 241 exemplar. När E28-generationen lades ner till förmån för E34 år 1988 kom också en ny M5-modell, och så har det sedan fortsatt. M5 är känd för att ha små skillnader i utseende (bland annat andra stötfångare och utblås) jämfört med standardmodellen, men desto fler hästkrafter. Bilarna har ett speciellt M5-märke på bagageluckan.

## E28
Den första generationens M5 var baserad på den dåvarande 5-serien, E28. M5 E28 började handtillverkas av BMW M först i oktober 1984, då E28 redan hade funnits i drygt tre år, "E28 bygger på E12 som kom 1972" efter att ha presenterats på Amsterdam Motor Show.
Bilen använde sig av chassit från 535i samt en vidareutvecklad motor från M1, och gjorde sig känd som "världens snabbaste serietillverkade standardsedan".
Modellen fanns inte i det vanliga sortimentet, utan presenterades enbart för köpare som inte nöjde sig med modellen M535i.

### Specifikationer

#### Effekt
- 286 hk / 210 kW (Euro)utan katalysator "M88"
- 260 hk / 191 kW (USA)och (Euro) med katalysator "S38"

#### Acceleration, 0-100
- 6,5 sekunder (ej kat)

#### Toppfart
- ca 245 km/h (ej kat)

## E34
M5 E34 3,6 introducerades i september 1988, men första årsmodellen är 1989. Motorn är av samma typ som satt monterad i M5 E28, dvs en S38. Dock var det till viss del en vidareutvecklad maskin med smärre förändringar. E34 M5:orna färdigställdes i BMW Motorsport GmbH:s fabrik i Garching bei München som är belägen strax utanför München.
3,6:an levererade 315 hk (DIN) vid 6900 rpm och som mest 360 Nm vid 4750 rpm. Bilarna färdigställdes för hand i Garching. Motorerna är helt handbyggda.
Därefter dök M5 3,8 upp, denna vagn introducerades på Frankfurts motorshow 1991.
3,8:an färdigställdes för hand i samma lokaler där 3,6:an tillverkades. Motorn kallad S38B38 hade en maxeffekt på 340 hk (DIN) vid 6900 rpm samt maximalt vridmoment på 400 Nm (DIN) vid 4750 rpm.
1995 års modell blev en stor uppgradering med 6-växlad Getraglåda, bredare huv och grill, 18-tums M-parallelleker-fälgar. Compound-bromsar var också en stor nyhet med fyrkolvsok samt skivor i dimensionen 345 mm fram samt 328 mm bak. Nürburgring-paketet samt sidoblinkers blev även standard mm. 404 st sedan och 211st Touring tillverkades. 

### Specifikationer

#### Acceleration, 0-100
- 6,3 sekunder (Euro, 1988-1993)
- 5,9/5,9* sekunder (Euro, 1991-1995)
- 6,4 sekunder (USA, 1989-1993)

* Touring.

#### Toppfart
- 250 km/h - Elektronisk fartspärr (Euro, 1988-1992)
- 250 km/h - Elektronisk fartspärr (Euro, 1991-1995)
- 250 km/h - Elektronisk fartspärr (USA, 1989-1993)
- 268 km/h - Utan Elektronisk fartspärr, dock ej möjligt från fabrik. Motorns varvtal ligger vid denna toppfart på varvstoppet vid 7250 rpm. Gäller ej för -95:ans modell på grund av annan utväxling (Euro, 1992-1995)

Se även BMW M540 som var den kanadensiska M5 modellen mellan 1995-1995

## E39
E39-versionen av M5 höll på att inte lanseras alls, då BMW-ledningen bedömde att 540-modellen (med en 4,4 liters V8) skulle vara kraftfull nog för de konsumenter som tidigare köpt E34-versionen av M5, men när Jaguar presenterade den kompressormatade XJR och Mercedes släppte sin E-klass med femlitersmotor ändrades planerna, och E39-versionen av M5 presenterades under Geneva Motor Show år 1998. Den blev den första M5-modellen som inte monterades för hand av BMW M i Garching utan på samma band som de vanligare 5-serie-modellerna, i Tyska Dingolfing.
Motorn i M5 E39 var, till skillnad från tidigare modeller, inte en rak 6-cylindrig sådan - utan en V8 på 5 liter och ca 400 hk.

### Specifikationer

#### Effekt
- 400 hk / 294 kW (Euro) DIN
- 394 hk / 290 kW (USA) SAE

#### Acceleration, 0-100
- 5.2 sekunder

#### Toppfart
- 250 km/h - Elektronisk fartspärr
- ca 300 km/h - Utan elektronisk fartspärr

## E60
M5 E60:s motor utgörs av BMW:s motor S85, som är en V10 på 5,0-liter med en maxeffekt på 507 hk vid 7750 rpm.
Växellådan i M5 E60 är en 7-stegad sådan av typen SMG III, och styrs elektroniskt via växelpaddlar eller växelspaken utan kopplingspedal. Denna typen av växellåda, utan möjlighet till ett manuellt alternativ i Europa (det fanns för den Amerikanska marknaden), har väckt en del uppståndelse. Detta har lett till att BMW officiellt uttalat sig om att en eventuell version av M5 E60 med just ett sådant alternativ komma att bli aktuell.
Under 2007 lanserar BMW också en kombivariant (Touring på BMW-språk) av M5 kallad E61.

### Specifikationer

#### Effekt
- 507 hk 520 nm/ 378 kW

#### Acceleration, 0-100
- 4,5 sekunder för sedanen
- 4,8 sekunder för touringen

#### Toppfart
- 250 km/h - Elektronisk fartspärr
- 305 km/h - Med M Driver's package

## F10

### Specifikationer

#### Effekt
- 560 hk / 680 Nm

#### Acceleration, 0-100
- 0–100 km/h på 4 sekunder
- 0–200 km/h på 10 sekunder

#### Toppfart
- 250 km/h - Elektronisk fartspärr
- 305 km/h - M-Drivers package